# Mal de montaña
El mal agudo de montaña (MAM), llamado coloquialmente mal de altura, mal de páramo, soroche (del quechua suruqchi o suruqch'i ), apunamiento, puna, mal de puna, mal de montaña, o sorojchi, es la falta de adaptación del organismo a la hipoxia (falta de oxígeno) de la altitud. La gravedad del trastorno está en relación directa con la velocidad de ascenso y la altitud alcanzada. De manera inversa estos síntomas normalmente desaparecen al descender a cotas más bajas. Ocurre normalmente a partir de los 2500 metros de altitud, hasta la denominada «zona de la muerte» a los 7500 metros de altitud.
Suele aparecer a partir de exposición a la hipoxia y es más frecuente en menores de cincuenta años y en sujetos que residen habitualmente a menos de 1000 metros de altitud.
La principal causa de esta aflicción es la hipoxia (falta de oxígeno en el organismo). La presión atmosférica disminuye con la altura, lo que afecta a la biodisponibilidad del oxígeno, ya que los alvéolos pulmonares no son capaces de transportar la misma cantidad de oxígeno a la sangre que ante una situación de mayor presión. Aunque se sabe que la hipoxia es la causante del MAM, el mecanismo exacto por el que ésta lo provoca todavía es desconocido.

## Causas
La cantidad de oxígeno disponible para sostener la atención mental y psicológica disminuye conforme la altitud aumenta. La disponibilidad de oxígeno y nitrógeno, así como su densidad, van disminuyendo conforme aumenta la altitud.
La deshidratación debido a una pérdida acelerada de agua en forma de vapor debido a la altitud puede contribuir a los síntomas del mal de altura. La rapidez con la que se asciende, la altura inicial, la actividad física, así como la susceptibilidad individual son factores que contribuyen a este malestar.
El mal de altura se puede llegar a prevenir subiendo de manera lenta. En la mayoría de los casos, los síntomas son temporales y usualmente se reducen conforme la aclimatación a la altura ocurre. Sin embargo, en casos extremos, el mal de la altura puede ser fatal.

## Síntomas del MAM
- Mareo
- Cefalea (dolor de cabeza).
- Náuseas y vómitos.
- Falta de apetito.
- Agotamiento físico.
- Nerviosismo
- Trastornos del sueño, que pueden ser bien somnolencia o insomnio. También pueden presentarse episodios de disnea súbita nocturna (despertarse bruscamente con sensación de ahogo) debidos a la denominada respiración de Cheyne-Stokes durante el sueño.
- Elevación del ritmo cardíaco

Las manifestaciones más graves (y potencialmente letales) del mal agudo de montaña son el edema pulmonar de altitud y el edema cerebral de altitud.

## Diagnóstico del MAM. La escala del Lago Louise
A efectos prácticos (en la montaña, por encima de los 2500 m s. n. m.) la aparición de cualquiera de los síntomas anteriores que no puedan explicarse por otras razones debe considerarse como MAM y actuar en consecuencia: dejar de ascender y, si los síntomas no mejoran, bajar, perder altitud lo antes posible al menos hasta la cota donde no se presentaban síntomas.
El diagnóstico del MAM es clínico, esto es, basado en la apreciación general del estado del sujeto ya que no existe ningún síntoma que, por sí solo lo identifique inequívocamente. Generalmente se recurre a tablas de síntomas, cada uno de ellos con distinta puntuación. Si la suma total de los puntos obtenidos supera determinado umbral se considera criterio diagnóstico de MAM, así como la gravedad de este.
De entre todas estas tablas la más utilizada es la denominada escala del Lago Louise, que se divide en un cuestionario de autoevaluación (subjetivo) y una valoración clínica (objetiva). Tanto en el cuestionario como en la valoración clínica, el término «grave» normalmente significa «incapacitante».

## Prevención del MAM. Aclimatación
El estado de forma o la preparación física, por excelentes que estos sean, no previenen el MAM en absoluto. Este puede producirse a cotas de tan solo 2500 m de altitud y se sabe que la susceptibilidad a padecerlo es inversamente proporcional a la edad del sujeto, probablemente debido a la madurez del sistema nervioso. Tampoco se recomienda el empleo de fármacos para prevenir el MAM, sino adaptarse progresivamente a la hipoxia de altitud mediante un proceso denominado aclimatación.
Es muy importante tener en cuenta que, a pesar de seguir escrupulosamente un calendario de aclimatación, el MAM puede presentarse en cualquier momento. También es muy importante mantenerse perfectamente hidratado (beber al menos de dos a tres litros de agua diarios) y una dieta variada rica en frutas y vegetales.
Según la UIAA, la "regla de oro" para prevenir problemas relacionados con la altitud es alcanzar nuevas cotas para dormir en escalones diarios máximos de 500m a partir de 3000 m s. n. m., tomando un día de descanso sin nueva cota para dormir cada 3 o 4 días.